# Halte de Bontemps
Pour les articles homonymes, voir Bontemps.
La halte de Bontemps était une halte ferroviaire française de la ligne de Toulouse à Boulogne-sur-Gesse, située en zone rurale entre les communes de Fonsorbes et Saint-Lys, dans le département de la Haute-Garonne, en région Occitanie.
C'était une halte, mise en service en 1900 par la compagnie des chemins de fer du Sud-Ouest et définitivement fermée au trafic des voyageurs en 1949.

## Situation ferroviaire
Établie à 189 mètres d'altitude, la halte de Bontemps était située sur la ligne de Toulouse à Boulogne-sur-Gesse et marquait la bifurcation entre la direction vers les terminus de Sainte-Foy-de-Peyrolières et de Boulogne-sur-Gesse.

## Histoire
La halte de Bontemps est mise en service le 16 octobre 1900 par la compagnie des chemins de fer du Sud-Ouest, lorsqu'elle ouvre à l'exploitation la ligne de Toulouse-Roguet à Sainte-Foy-de-Peyrolières.
La halte est ouverte au trafic des marchandises le 11 février 1901.
Le 28 février 1901, la halte devient également le point de bifurcation entre la direction Sainte-Foy-de-Peyrolières et celle vers Rieumes, avec l'ouverture de la branche qui aura à terme le terminus de Boulogne-sur-Gesse.
La halte ferme en même temps que la ligne, le 31 décembre 1949.

## Service des voyageurs
Halte fermée située sur une section de ligne déclassée.

## Patrimoine ferroviaire
Il n'existe plus de traces de l'ancienne halte. Deux chemins ruraux reprennent le tracé des anciennes voies.